# 北伊羅戈省

北伊羅戈省

北伊羅戈省，是一個位於菲律賓呂宋島的省份。首府為佬沃市。

根據地圖顯示方位，其位於呂宋島的北部，向北的位置為巴坦群島省；向西的位置為南海；向東的位置為阿巴堯省；向南的位置則是面對阿布拉省。
這里也是馬可斯家族的根據地。

## 簡介
- 隸屬地區：伊羅戈
- 時區：GMT+8
- 使用語言：英語、他加祿語、Ilokano
- 人口：547,284人[2]
- 面積：3,504.3平方公里